# تهنونيات
التهنونيات أو فئران الخلد أو فئران الخلد الإقريقية أو بلسمول (الاسم العلمي: Bathyergidae)، فصيلة حيوانات من القوارض. أعطانها في أفريقيا جنوب الصحراء. كما تقتصر عيّنات الأحفورات أيضًا على إفريقيا تقريبًا، على الرغم من وجود عينات قليلة من أنواع العصر الحديث الأقرب (Cryptomys asiaticus) في فلسطين. كما يشير "Nowak "1999 إلى أنه تم العثور على نوع (yp Gypsorhynchus) في الرواسب الأحفورية في منغوليا.